# محشو تفاح
مشحو التفاح أو التفاح المحشو (بالتركية: Elma dolması)‏  (بالعثمانية: إلمه دولمهسي) تصنع من التفاح المحشي باللحم (لحم الضأن) والأرز. المكونات هي التفاح الأخضر واللحم المفروم والأرز والبصل ومعجون الطماطم والبقدونس والنعناع والقرفة والملح والفلفل الأسود والزيت النباتي.